# ヴィトール・パネイラ
ヴィトール・パネイラ（Vítor Paneira、1966年2月16日 - ）は、ポルトガル出身の元同国代表サッカー選手、サッカー指導者。ポジションはMF。ポルトガル黄金世代の一人。主に攻撃的MFの選手だったが、セントラルMFや右サイドMF（アタッカー）としても起用されていた。

## 経歴
SLベンフィカで、7シーズンに渡りプレーした。

### 代表歴
イタリアワールドカップ・欧州予選のスイス戦で1ゴール2アシストを記録。しかし、ポルトガルは5チーム中、降格圏の3位で終わった。
1995年に入ってからは代表から遠ざかっていたものの、UEFA EURO '96のメンバーに選出。本大会では、チームで出場機会の無い数少ないフィールドプレイヤーとなったが、ポルトガルは準々決勝まで進んだ。
ポルトガル代表では、計44試合に出場した。